# Thomas Di Pauli
Thomas Di Pauli von Treuheim (né le 29 avril 1994 à Bolzano dans le Trentin-Haut-Adige) est un joueur professionnel Italo-américain de hockey sur glace. Il évolue au poste d'attaquant.

## Biographie
Il est né à Bolzano et a grandi à Caldaro sulla Strada del Vino. Sa mère est américaine et son père est originaire du Haut-Adige. Il a un frère Theo qui a joué au hockey et une sœur Sandra.

### Carrière de joueur
Il commence le hockey au SV Caldaro avec qui il gagne le championnat d'Italie des moins de 12 ans. Il porte les couleurs du HC Bolzano avant de partir tenter sa chance à Chicago. Il intègre le programme de développement de USA Hockey en 2010. Lors du repêchage d'entrée dans la LNH 2012, il est choisi au troisième tour, à la centième position au total par les Capitals de Washington. Il est recruté en 2012 par les Fighting Irish de Notre-Dame et passe quatre saisons dans le Championnats NCAA. En 2016, il passe professionnel avec les Penguins de Wilkes-Barre/Scranton dans la Ligue américaine de hockey. Le 4 janvier 2020, il joue son premier match dans la Ligue nationale de hockey avec les Penguins de Pittsburgh face aux Canadiens de Montréal. Il devient le treizième joueur né en Italie à évoluer dans la LNH, mais le premier à avoir été formé en Italie.

### Carrière internationale
Il représente les États-Unis en sélections jeunes.

## Statistiques

### En club
| Saison    | Équipe                            | Ligue |    | Saison régulière | Saison régulière | Saison régulière | Saison régulière | Saison régulière |   | Séries éliminatoires | Séries éliminatoires | Séries éliminatoires | Séries éliminatoires | Séries éliminatoires |
| Saison    | Équipe                            | Ligue | PJ | B                | A                | Pts              | Pun              | PJ               | B | A                    | Pts                  | Pun                  |                      |                      |
| 2010-2011 | USNTDP Juniors                    | USHL  | 32 | 4                | 11               | 15               | 16               | -                | - | -                    | -                    | -                    |                      |                      |
| 2010-2011 | U.S. National U17                 | USDP  | 49 | 7                | 20               | 27               | 24               | -                | - | -                    | -                    | -                    |                      |                      |
| 2010-2011 | U.S. National U18                 | USDP  | 2  | 1                | 1                | 2                | 2                | -                | - | -                    | -                    | -                    |                      |                      |
| 2011-2012 | USNTDP Juniors                    | USHL  | 21 | 6                | 5                | 11               | 6                | -                | - | -                    | -                    | -                    |                      |                      |
| 2011-2012 | U.S. National U18                 | USDP  | 55 | 11               | 10               | 21               | 22               | -                | - | -                    | -                    | -                    |                      |                      |
| 2012-2013 | Fighting Irish de Notre-Dame      | NCAA  | 41 | 5                | 7                | 12               | 31               | -                | - | -                    | -                    | -                    |                      |                      |
| 2013-2014 | Fighting Irish de Notre-Dame      | NCAA  | 26 | 3                | 2                | 5                | 12               | -                | - | -                    | -                    | -                    |                      |                      |
| 2014-2015 | Fighting Irish de Notre-Dame      | NCAA  | 41 | 8                | 21               | 29               | 24               | -                | - | -                    | -                    | -                    |                      |                      |
| 2015-2016 | Fighting Irish de Notre-Dame      | NCAA  | 37 | 14               | 18               | 32               | 16               | -                | - | -                    | -                    | -                    |                      |                      |
| 2016-2017 | Penguins de Wilkes-Barre/Scranton | LAH   | 21 | 2                | 0                | 2                | 20               | -                | - | -                    | -                    | -                    |                      |                      |
| 2017-2018 | Penguins de Wilkes-Barre/Scranton | LAH   | 58 | 12               | 8                | 20               | 38               | -                | - | -                    | -                    | -                    |                      |                      |
| 2018-2019 | Penguins de Wilkes-Barre/Scranton | LAH   | 29 | 7                | 8                | 15               | 32               | -                | - | -                    | -                    | -                    |                      |                      |
| 2019-2020 | Penguins de Wilkes-Barre/Scranton | LAH   | 39 | 8                | 9                | 17               | 24               | -                | - | -                    | -                    | -                    |                      |                      |
| 2019-2020 | Penguins de Pittsburgh            | LNH   | 2  | 0                | 0                | 0                | 10               | -                | - | -                    | -                    | -                    |                      |                      |

### En équipe nationale
| Année | Compétition                  |   | PJ | B | A | Pts | Pun | +/-             |  | Résultat |
| 2012  | Championnat du monde -18 ans | 6 | 1  | 0 | 1 | 0   | 0   | Médaille d'or   |  |          |
| 2014  | Championnat du monde junior  | 5 | 0  | 3 | 3 | 2   | +2  | Cinquième place |  |          |